# 飯田永太
飯田 永太（いいだ えいた、1953年9月24日 - ）は、株式会社テンアライド代表取締役社長。

## 人物
東京都出身。父は、居酒屋チェーン「天狗」のテンアライドを創業した飯田保。
成蹊中学校・高等学校、成蹊大学経済学部を卒業後、1976年に東京海上火災保険（現・東京海上日動火災保険）へ入社。
1978年にテンアライド株式会社へ転じ、1988年に同社代表取締役社長に就任した。

## 略歴
- 1976年3月 - 成蹊大学経済学部卒業。
- 1976年4月 - 東京海上火災保険株式会社（現・東京海上日動火災保険株式会社）入社
- 1978年10月 - テンアライド株式会社入社
- 1979年2月 - 同社取締役
- 1985年6月 - 同社常務取締役
- 1987年10月 - 同社取締役副社長
- 1988年6月 - 同社代表取締役社長
- 1988年8月 - テンワールドトレーディング株式会社取締役
- 1990年12月 - 株式会社桃桃代表取締役社長
- 2005年9月 - 株式会社永幸代表取締役社長、テンワールドトレーディング株式会社代表取締役社長[2]

## 親族
- 祖父：飯田紋治郎（酒卸問屋・株式会社岡永元社長）
- 大叔父：飯田耕作（英語学者・神奈川大学学長）
- 父：飯田保（居酒屋チェーン「天狗」のテンアライド創業者）
- 伯父：飯田博（酒卸問屋・株式会社岡永会長、日本名門酒会最高顧問）
- 叔父：飯田勧（スーパーマーケット・オーケー創業者）
- 叔父：飯田亮（セコム創業者）[3]